# 리틀 애쉬: 달리가 사랑한 그림
리틀 애쉬: 달리가 사랑한 그림(Little Ashes)은 스페인에서 제작된 폴 모리슨 감독의 2008년 드라마 영화이다. 자비에 벨트란 등이 주연으로 출연하였고 카를로 더시 등이 제작에 참여하였다.

## 출연

### 주연
- 자비에 벨트란
- 로버트 패틴슨
- 매튜 맥널티

### 조연
- 시몬 앤드루
- 마크 푸졸
- 크리스찬 로드리고

## 제작진
- Line PD: Fernando Bofill de La Fuente
- 공동제작: Philippa Goslett
- 공동제작: 스튜어트 르 마르첼
- 의상: Antonio Belart